# Прапор Сокирянського району
Прапор Сокирянського району — один з символів Сокирянського району Чернівецької області. Затверджений 27 вересня 2010 року.

## Опис
Прямокутне полотнище із співвідношенням сторін 2:3 розділене горизонтально на дві смуги - білу і зелену - в співвідношенні 1: 4. У центрі зеленої смуги дві білі сокири з жовтими ручками, покладені в косий хрест.